# 人人都在談論傑米
《人人都在談論傑米》是一部2017年起在英國上演的音樂劇，靈感來自2011年BBC紀錄片《傑米：變裝皇后年方二八》，改編自夢想成為變裝皇后的英國少年傑米·坎貝爾的真實經歷，描述其受到校園霸凌但仍勇敢追夢的勵志故事。本劇開演數年內即迅速出現韓國、日本、美國等多部重製版，並於2021年改編為電影《蝴蝶少年：傑米》。

## 劇情

### 上半場
英國雪菲爾某間學校吵鬧的教室裡，赫奇老師一一詢問每個同學的志願。班上一名同學傑米因同性戀性向而被同學取笑，在一個類似他自己的幻想橋段中，傑米一邊與同學跳舞、一邊透露他想成為的只是一個變裝皇后（開場曲：And You Don't Even Know It）。幻想結束後，他跟赫奇老師說自己想成為一個表演者，老師告訴他要認清現實。
舞台轉到傑米家。傑米的母親瑪格麗特和她的親友雷正準備為他的十六歲生日慶生。瑪格麗特給了傑米一張來自他爸的生日賀卡，上面有一張賽車的照片，並送給他一雙紅色高跟鞋，傑米猶豫著要不要穿這雙鞋走出去。（歌曲：Wall in My Head）。
第二天在學校，傑米把他的新高跟鞋拿給他最好的朋友普莉提看，但被校園惡霸迪恩打斷了。他取笑傑米的性向和普莉提的穆斯林身分，傑米回嗆說他的陰莖很小。普莉提鼓勵傑米穿禮服去參加舞會，接著傑米穿著高跟鞋在教室裡開趴（歌曲：Spotlight）。
後來傑米與變裝皇后服飾店老闆雨果成為朋友，也得知了雨果以前當變裝皇后的經歷。雨果幫傑米在變裝皇后俱樂部「11」訂票，讓他觀賞人生第一場變裝皇后表演，並幫傑米選擇衣服（歌曲：The Legend of Loco Chanelle (and the Blood Red Dress)）。此時，傑米的母親瑪格麗特去跟傑米的父親見面，原來她一直沒說出真相，每年來自父親的生日賀卡都是她代寫的，因為傑米的父親覺得他不是「真正的男孩」，不想跟他有瓜葛。瑪格麗特思考，如果從未遇見傑米的父親，她會有怎樣的人生（歌曲：If I Met Myself Again）。
舞台轉到學校。傑米把普莉提拉進廁所，請她幫自己化妝，但被赫奇老師發現。赫奇老師要他為自己感到自豪，傑米一開始因為受到關注而感到有點尷尬，但他決定告訴學校同學他要在俱樂部「11」做變裝秀（歌曲：Work of Art）。
瑪格麗特和雷來到俱樂部「11」，認識了一群變裝皇后：萊卡、珊卓、崔伊和雨果。傑米在俱樂部外遇到迪恩，被他說的話打擊自信，因此跟俱樂部的人說他無法做下去了。但之後傑米在更衣室發現了他喜歡的衣服，旁邊放著一束鮮花，附上卡片寫著「愛你的爸爸」。在大家的鼓勵下，傑米改變自我，並把新的自己命名為「Mimi Me」，準備登台表演（歌曲：Over the Top）

### 下半場
隔天在學校，人人都在談論傑米的變裝皇后首秀（歌曲：Everybody's Talking About Jamie）。傑米帶著明亮的藍色眼影和長長的睫毛上學。赫奇老師再度提醒傑米認清現實，迪恩又開始嘲笑傑米，但傑米像是在報復般與他接吻，讓他一臉茫然。
回到家後，傑米向媽媽和雷展示了他的新舞會禮服（歌曲：Limited Edition Prom Night Special）。後來他們被叫到學校，赫奇老師說有傳言說傑米要扮成變裝皇后參加畢業舞會，她不會允許的。傑米很失望，而迪恩似乎知情。
在普莉提的臥室裡，傑米大吼大叫抱怨赫奇老師不准他參加畢業舞會，普莉提建議他穿裙子就好，而不是扮成變裝皇后。傑米說當他不是「Mimi Me」的時候就很醜，普莉提要他放心，說他一點都不醜（歌曲：It Means Beautiful）。傑米透露當他八歲時，他爸發現他穿女裝之後很生氣。他很困惑，如果爸爸不支持他當變裝皇后，為何要送他卡片跟鮮花。普莉提建議傑米去找他爸談談。臨走前，傑米在普莉提臉上親了一下。
在傑米的爸爸家，傑米的爸爸說他根本不知道「Mimi Me」和變裝皇后秀的事情，覺得傑米真是太噁心了。傑米這才發現卡片跟鮮花都是他母親代替父親送的（歌曲：Ugly in This Ugly World）。回到家他跟母親爭吵，質問為何多年來一直騙他，並尖叫著衝出家門。瑪格麗特獨自一人，唱著無論如何她將永遠愛傑米（歌曲：He's My Boy）。
傑米在街上邊喝酒邊遊蕩，突然三個男孩靠近，對他講了一堆恐同言論之後圍毆他（歌曲：And You Don't Even Know It (公車站重唱)）。雨果救了傑米，並勸他回家向媽媽道歉。傑米接受了雨果的建議後回家，與媽媽互相道歉（歌曲：My Man, Your Boy）。
畢業舞會上大家都很興奮（歌曲：Prom Song）。普莉提化妝並穿著裙子進來，所有的女孩都很喜歡她這身打扮，但迪恩想欺負她。她終於站起來跟迪恩對嗆，然後穿著白色裙子的傑米現身。赫奇老師一開始依然拒絕傑米參加舞會，但所有的孩子都高喊傑米的名字，赫奇老師只好讓他進來。傑米等到每個人都進入會場後，把迪恩叫出去，希望他至少當一個晚上的好人。迪恩同意了，他們手牽手走進會場（歌曲：Finale）。最後所有人合唱安可曲（歌曲：Out of the Darkness (A Place Where We Belong)）。

## 主要角色

### 傑米家
- 傑米（Jamie New）：本劇主角，夢想成為變裝皇后。
- 瑪格麗特（Margaret New）：傑米的母親。
- 傑米的父親/韋恩（Jamie's Dad/Wayne New）：傑米的父親（舞台劇版未命名）。
- 雷（Leigh/Ray†）：瑪格麗特的親友。

### 俱樂部「11」的變裝皇后
- 雨果（Hugo Battersby / Loco Chanelle）：變裝皇后服裝店老闆
- 萊卡（Laika Virgin）
- 珊卓（Sandra Bollock）
- 崔伊（Tray Sophisticay）

### 學校（重要配角）
- 普莉提（Pritti Pasha）：傑米最好的朋友。
- 赫奇老師（Miss Hedge）：傑米的老師。
- 迪恩（Dean Paxton）：校園惡霸。

### 學校（全班同學 / 次要配角）
- 蓓卡（Becca）
- 貝克斯（Bex）
- 法提瑪（Fatimah）
- 薇琪（Vicki）
- 米奇（Mickey）
- 薩伊德（Sayid）
- 賽（Cy）
- 李維（Levi）

## 曲目

### 上半場
- And You Don't Even Know It – 傑米、赫奇老師、全班同學
- And You Don't Even Know It Tag - 傑米
- The Wall in My Head – 傑米
- Spotlight – 普莉提、全班女同學
- Spotlight (重唱) (Star of the Show) – 傑米、普莉提
- The Legend of Loco Chanelle (and the Blood Red Dress) – 雨果、俱樂部「11」的變裝皇后們
- The Legend of Loco Chanelle (and the Blood Red Dress) (重唱) – 雨果
- If I Met Myself Again – 瑪格麗特
- Work of Art – 赫奇老師、傑米、迪恩、全班同學
- Over the Top – 雨果、俱樂部「11」的變裝皇后們

### 下半場
- Everybody's Talking About Jamie – 全班同學
- Limited Edition Prom Night Special – 傑米、雷、瑪格麗特
- It Means Beautiful – 普莉提
- It Means Beautiful (重唱) – 普莉提
- Ugly in This Ugly World – 傑米
- He's My Boy" – 瑪格麗特
- And You Don't Even Know It (公車站重唱) – 傑米
- My Man, Your Boy – 傑米、瑪格麗特
- The Prom Song – 全班同學
- Finale – 大合唱
- Out of the Darkness (A Place Where We Belong) – 安可曲大合唱

## 評價
- 「我給了它非常罕見的五顆星，結束那刻，所有觀眾都站起來了。」安·特雷曼（英语：Ann Treneman）《泰晤士報》[3]
- 「這部劇缺乏熱情，但純粹的活力撐起了這個成長故事……也就是說，這仍是一部感人、有趣和歡樂的作品。」克萊爾·布倫南《觀察家報》[4]
- 「這個秀把你送到了一個感覺良好的幸福泡泡上，但想得太多泡泡就會破掉。」多米尼克·卡文迪什《每日電訊報》[5]
- 「人人應該很快會談論《人人都在談論傑米》。這部新的英國音樂劇時而勇敢、時而令人髮指。」馬克·辛頓（英语：Mark Shenton）《舞台》[6]

## 獎項

### 2017年
- 態度雜誌文化獎[7]
- 劇評人劇院獎（英语：Critics' Circle Theatre Award）：最具潛力新秀獎[8]

### 2018年
- WOS倫敦劇院觀眾票選獎（英语：WhatsOnStage Awards）[9]
  - 最佳新音樂劇
  - 最佳男演員：約翰·麥克雷
  - 最佳女配角：露西·蕭特豪斯（Lucie Shorthouse）

### 2019年
- WOS倫敦劇院觀眾票選獎（英语：WhatsOnStage Awards）
  - 最佳原聲專輯

## 各國版本

### 英國（原版）
英國原版於2017年2月13日在雪菲爾克魯西布劇院舉行首演， 2017年11月6日轉移到倫敦阿波羅劇院，直到2020年3月17日因疫情而暫停演出。中間經過反覆開放與中止，直到2021年9月26日起長期休止，可能會在2022年重啟。

### 韓國
韓國版於2020年7月4日至9月11日在首爾LG藝術中心上演，由四位演員共同飾演主角傑米，分別是2AM的趙權、NU'EST的崔珉起、ASTRO的MJ、音樂劇演員申主協。

### 日本
日本版於2021年8月8日至29日在東京、9月4日至12日在大阪、9月25日至26日在名古屋上演，由森崎溫、高橋颯輪流飾演主角傑米。

### 美國
美國版於2022年1月16日至2月20日在洛杉磯舉行美國首演。

### 澳洲（暫定）
澳洲版原定於2020年7月18日從雪梨歌劇院開始澳洲巡演，後因疫情取消。

### 義大利（暫定）
義大利版預定於2022年在羅馬舉行首演。